# Zapasy na Igrzyskach Ameryki Środkowej i Karaibów 1974
Turniej w ramach Igrzysk w Santo Domingo 1974 

## Tabela medalowa
|   | Państwo    |    |    |    | Razem: |
| - | ---------- | -- | -- | -- | ------ |
| 1 | Kuba       | 9  | 1  | 0  | 10     |
| 2 | Meksyk     | 1  | 3  | 1  | 5      |
| 3 | Panama     | 0  | 3  | 2  | 5      |
| 4 | Wenezuela  | 0  | 2  | 2  | 4      |
| 5 | Dominikana | 0  | 1  | 0  | 1      |
| 6 | Portoryko  | 0  | 0  | 3  | 3      |
| 7 | Kolumbia   | 0  | 0  | 2  | 2      |
|   | razem:     | 10 | 10 | 10 | 30     |

## Wyniki

### W stylu wolnym
| Waga   | złoty            | srebrny               | brązowy            |
| ------ | ---------------- | --------------------- | ------------------ |
| 48 kg  | Alfredo Olvera   | Miguel Alonso         | Roberto Sanjur     |
| 52 kg  | Eloy Abreu       | Arturo Morales        | Wanelge Castillo   |
| 57 kg  | Jorge Ramos      | Carlos Gonzales       | Moisés López       |
| 63 kg  | José Ramos       | Pablo Ledesma         | Jaime Velez        |
| 69 kg  | Eduardo Quintero | Segundo Olmedo        | Jesus Carmona      |
| 74 kg  | Daniel Pozo      | Gregorio Estribi      | Edgar Ramos        |
| 84 kg  | Miguel Lallave   | Justino de los Santos | Ricardo Salazar    |
| 90 kg  | Bárbaro Morgan   | Javier Serrano        | Elio Colmenares    |
| 97 kg  | Lupe Lara        | Raúl García           | Manuel Villapol    |
| 130 kg | Lazaro Morales   | Freddy Philip         | Timothy Washington |